# Alba (Texas)
Pour les articles homonymes, voir Alba.
Alba est une municipalité américaine des comtés de Rains et de Wood au Texas. Au recensement de 2010, Alba comptait 504 habitants.